# Театър 199
Театър 199 „Валентин Стойчев“ е сценично пространство на столичната улица „Раковски“ („престижно и уютно театрално мазе в центъра“), посветено на камерни спектакли от съвременни автори. След смъртта на дългогодишния си директор Валентин Стойчев през 2007 г. театърът приема неговото име.

## Представяне
Основан е на 12 юни 1965 година. Наречен е така заради 199-те места, с които разполага тогава.
Помещава се в уютно подземие в центъра на София. Има една камерна зала, която след няколко ремонта, за по-голям комфорт на посетителите, разполага със 169 зрителски места.
Театърът няма собствена трупа, всички творчески екипи, включително режисьори и актьори, които поставят и играят в „199“, се събират на проектен принцип. На тази сцена са поставяли едни от най-елитните режисьори, а десетки емблематични роли са изиграли най-талантливите за своето време артисти.
Месечната програма е богата – всяка вечер се изнасят представления за възрастни с начало 19:30 часа, а през лятото от 20:00 часа. Традиционно през зимните месеци се играят дневни неделни спектакли от 15.00 часа, а всяка събота и неделя има представления за деца от 11:30 часа.
Репертоарната политика е насочена към представянето на българската аудитория на произведения от съвременни автори, както и създаването на спектакли с висока художествена стойност. Поставят се и произведения от най-известните европейски и световни автори. Много от спектаклите са доказани във времето – „Монолози за вагината“ от Ева Енслър, „Вечерен акт“ по А. П. Чехов, „Duende“ по Лорка, Румяна Апостолова, „Рибарят и неговата душа“ по Оскар Уайлд, „Старицата от Калкута“ от Ханох Левин, „Симулатор за чифтосване“ от Джоузеф Скримшоу, „Каквото направи дядо...“ по Х. К. Андерсен се играят над 10 години, „Шинел“ по Гогол отбелязва на сцената на театъра своята 20-годишнина, а моноспектакъла на Андрей Баташов „Секс, наркотици и рокендрол“ е игран над 700 пъти.
Обръща се сериозно внимание и на българската драматургия.
През 2015 г. Театър 199 навърши 50 години и по този повод е издаден Летопис (юни 1965 – май 2015) създаден от театроведа Никола Вандов и включващ встъпителна студия от проф. д-р Васил Стефанов.

## Турнета
Театър 199 „Валентин Стойчев“ пътува непрекъснато. Представления от репертоарния афиш се играят в почти всички градове на България. Гостува често и в чужбина – Австрия, Великобритания, Германия, Македония, Русия, Белгия, Люксембург, САЩ, Франция и др. Театър 199 е първият, който играе в САЩ на прочутия Бродуей със спектакъла „Нищожно количество болка“ по Джак Керуак и Чарлз Буковски.
Участва във всички национални и международни фестивали в България, както и не е кратък списъкът с участията извън границата.

## Награди
Голяма част от творческите екипи на спектаклите, както и самите спектакли са удостоявани с най-престижните театрални награди в България. Сред дългия списък от отличия са и първият „Икар“ в категория за най-успешен театрален сезон през 2006 г., както и „Аскеер“ 2010 за най-добро представление („Приятнострашно“ от Яна Борисова).
На церемонията по връчването на годишните награди „Икар“ 2015 г. на Съюза на артистите в България на 27 март – Международния ден на театъра, Театър 199 „Валентин Стойчев“ е отличен с Награда на Министерството на културата в България за високи постижения в областта на мениджмънта и маркетинга през 2014 г. Наградата връчва г-н Боил Банов – заместник министър на културата.
През 2018 г. на церемонията по връчването на годишните награди „Икар“ театърът е отличен с грамота на Министерство на културата за високи постижения в областта на театралния мениджмънт и творческата дейност.
Театър 199 получава „Икар“ 2021 за постановката „Боклук“ за най-добър спектакъл и наградата на публиката.

## Конкурс „Славка Славова“
От 2005 г. Театър 199 обявява конкурс за камерна пиеса на съвременна тематика на името на актрисата Славка Славова. В изданията са печелили пиесите „Жарава“ от Димитър Кабаков (2005 г.), „Малка пиеса за детска стая“ от Яна Борисова (2007 г.), „Гарванът“ от Калина Попянева и „Колекционерката“ от Радослав Чичев (през 2009 г. по изключение наградата се присъжда на две заглавия), „Сълза в супермаркета“ от Николай Гундеров (2013 г.); „Кроасан“ от Мартин Колев (2016 г.); „Боклук“ от Елена Телбис (2019 г.).
Освен финансова награда, по регламент театърът поема задължението да постави на своя сцена отличената творба.

## Стената на славата
Пространството пред театъра също е емблематично място за софиянци и гости на столицата. Причината е Стената на славата „199 стъпки към успеха“. На първата по рода си алея на славата в България са увековечени отпечатъците на едни от най-известните български артисти играли на сцената на „сакралното мазе“. Стената със стъпките имаше своята 25-годишнина от създаването си.

## Творци, свързани с театъра

### Актьори
- Александър Илиев
- Александър Тонев
- Ана Вълчанова
- Ана Пападопулу
- Анастасия Ингилизова
- Асен Мутафчиев
- Атанас Атанасов
- Антон Димитрачков
- Божидар Александров – Дарик
- Валентин Ганев
- Валентин Танев
- Валери Йорданов
- Васил Дуев
- Васил Михайлов
- Василена Атанасова
- Вежен Велчовски
- Велислав Павлов
- Веселин Анчев
- Велислава Маринкова
- Виктория Колева
- Виттория Николова
- Владимир Карамазов
- Владимир Пенев
- Вяра Коларова
- Георги Кадурин
- Георги Спасов
- Герасим Георгиев – Геро
- Георги Къркеланов
- Даниела Стамова
- Дафина Кацарска
- Димитър Живков
- Димитр Несторов
- Деница Даринова
- Десислава Минчева
- Деян Ангелов
- Евгения Ангелова
- Елизабет Радева
- Елена Петрова
- Елена Телбис
- Жени Пашова
- Захари Бахаров
- Ива Тодорова
- Ивайло Христов
- Иван Петков
- Иван Юруков
- Иоанна-Микаела Димитрова
- Илка Зафирова
- Ирини Жамбонас
- Ирослав Петков
- Йоана Буковска
- Йорданка Стефанова
- Йосиф Сърчаджиев
- Йордан Тинков
- Калин Врачански
- Касиел Ноа Ашер
- Катерина Стоянова
- Койна Русева
- Константин Икономов
- Красимира Кузманова
- Кристина Янева
- Лилия Маравиля
- Лилия Мострова
- Луиза Григорова
- Малин Кръстев
- Мария Сапунджиева
- Мария Стефанова
- Мариана Миланова
- Мартин Каров
- Мартина Троанска
- Мая Бежанска
- Мая Димитрова
- Меглена Караламбова
- Мила Люцканова
- Мира Върбанова
- Мила Коларова
- Милко Йовчев
- Мирослав Цветанов
- Митко Димитров
- Михаил Мутафов
- Надя Дердерян
- Никола Мутафов
- Никола Стоянов
- Николай Върбанов
- Николай Желев
- Николай Луканов
- Николай Марков
- Николай Урумов
- Нина Димитрова
- Нона Йотова
- Невена Мандаджиева
- Ованес Торосян
- Пенко Господинов
- Петко Венелинов
- Петър Дочев
- Петър Калчев
- Петър Мелтев
- Петя Силянова
- Пламен Сираков
- Полина Христова
- Радена Вълканова
- Радина Боршош
- Рени Врангова
- Роза Николова
- Росица Спасова
- Росен Белов
- Румен Михайлов
- Светлана Янчева
- Силвия Лулчева
- Симона Нанова
- Снежина Петрова
- София Бобчева
- Станка Калчева
- Стелиан Николов
- Стелиан Радев
- Стефан Вълдобрев
- Стефан Мавродиев
- Стефка Янорова
- Стоян Алексиев
- Стоян Радев
- Съни Сънински
- Татяна Лолова
- Теодора Духовникова
- Тигран Торосян
- Тончо Токмакчиев
- Тони Николов
- Христина Джурова
- Христо Петков
- Цветана Манева
- Цветина Петрова
- Юлиан Вергов
- Явор Бахаров

### Режисьори
- Александър Илиев
- Атанас Атанасов
- Асен Шопов
- Бина Харалампиева
- Бойко Богданов
- Валентин Ганев
- Васил Дуев
- Василена Радева
- Венцислав Кулев
- Веселка Кунчева
- Владимир Люцканов
- Владимир Пенев
- Владлен Александров
- Възкресия Вихърова
- Галин Стоев
- Георги Дюлгеров
- Емил Бонев
- Елена Панайотова
- Ива Тодорова
- Иван Урумов
- Ивайло Христов
- Йосиф Сърчаджиев
- Калин Ангелов
- Касиел Ноа Ашер
- Катя Петрова
- Лилия Абаджиева
- Мариус Куркински
- Нина Димитрова
- Пламен Панев
- Стайко Мурджев
- Стилиян Петров
- Стоян Радев
- Съни Сънински
- Юрий Дачев
- Явор Гърдев

### Композитори
- Дани Милев
- Добрин Векилов - Дони
- Емилиян Гацов – Елби
- Калин Николов
- Мартин Каров
- Милен Апостолов
- Мишо Шишков – син
- Никола Стоянов
- Саша Карлсон
- Слав Бистрев
- Стефан Здравески
- Христо Йоцов
- Христо Намлиев

### Сценографи
- Ванина Гелева
- Васил Абаджиев
- Венелин Шурелов
- Весела Статкова
- Вечеслав Парапанов
- Владо Шишков
- Даниела Николчова
- Иван Карев
- Ирина Василева
- Елена Иванова
- Елица Георгиева
- Константин Вълков
- Красимир Вълканов
- Мариета Голомехова
- Марина Янева
- Мария Диманова
- Мая Петрова
- Мира Каланова
- Момчил Алексиев
- Никола Тороманов
- Николай Димитров
- Нина Пашова
- Петър Начев
- Петя Боюкова
- Петя Стойкова
- Ралица Русева
- Рин Ямамура
- Светослав Кокалов
- Славена Петкова
- Цвета Богданова
- Юлиян Табаков

### Преводачи
- Александра Ливен
- Васа Ганчева
- Веселин Димов
- Владко Мурдаров
- Деница Димитрова
- Жозеф Бенатоф
- Златна Костова
- Искра Ангелова
- Искра Николова
- Красимир Кавалджиев
- Любов Костова
- Матей Тодоров
- Нева Мичева
- Неда Кристанова
- Светлана Панчева
- Хари Аничкин
- Хубен Стойнов